# 人生酒場〜唄は夜につれママにつれ〜
『人生酒場〜唄は夜につれママにつれ〜』（じんせいさかば うたはよにつれママにつれ）は、2013年5月8日からTOKYO MX他で放送中のミニ番組。

## 概要
- 日本の文化「スナック」。その中心にいるのはママ。ママの人生の中にある忘れられない曲その曲に込められた想いとは。玉袋筋太郎がママの人生とその姿を引きだしていきます。
- TOKYO MXでの放送時間は、2013年5月8日 - 6月26日水曜22:55 - 23:00。2013年7月5日 - 2014年9月26日金曜21:55 - 22:00。2014年10月2日より木曜25:00 - 25:05。
- 名古屋テレビでは、2013年10月5日 - 2014年9月27日土曜26:20 - 26:25。2014年10月4日より土曜26:25 - 26:30。
- テレビ大阪では、2014年4月2日から水曜25:30 - 25:35。

- コーナー
  - 人生賛歌〜ママの一曲〜、曲中に店やママの紹介テロップが入る
  - 今夜の格言

## 出演者
- 玉袋筋太郎(全日本スナック連盟会長)

## 放送リスト
| 2013年 | 2013年        | 2013年                                                        | 2013年                                           | 2013年                                      | 2013年                                                                   |
| 回     | 放送日時間    | お店、ママ                                                    | 歌い手、曲                                       | ママのお言葉                                | 格言                                                                     |
| ------ | ------------- | ------------------------------------------------------------- | ------------------------------------------------ | ------------------------------------------- | ------------------------------------------------------------------------ |
| 1      | 2013年5月8日  | 中野区中野スナック くりこま、高橋なみ子ママ・まき子ママ(姉妹) | なみ子ママ、北見恭子「紅の舟歌」                 | 吐いて覚えた酒の味                          | 吐いて覚えた酒の味は経験(とき)を重ねることで人生の風味となる             |
| 2      | 2013年5月15日 | 世田谷区三軒茶屋 カラオケバーKYO、芹澤陽子ママ                | 陽子ママ、「愛燦燦 (美空ひばりの曲)」            | 一つの夢が人生を変えた                      | 小さなきっかけひとつで 人生が変わる事もある 人生って不思議なものですね   |
| 3      | 2013年5月22日 | 品川区五反田 スナックれん、梅原恵津子ママ                     | 恵津子ママ、島倉千代子「鳳仙花」                 | 恋は生涯現役                                | 出会いがまた次の出会いを生むこれがスナックの“れん”鎖反応                 |
| 4      | 2013年5月29日 | 荒川区西日暮里 カラオケバージェイド、武島鳳珠ママ             | 鳳珠ママ、「花のように鳥のように (桂銀淑の曲)」  | 自然体の先に幸せがある                      | 西日暮里でも銀座でもママのおもてなしの心は変わらず                       |
| 5      | 2013年6月5日  | 板橋区板橋 タイムズバーMu、初代早水真由ママ四代目水樹希未ママ | 希未ママ、「大塚愛さくらんぼ)」                  | 歌は場を明るくし、人を勇気付ける            | さくらんぼの花言葉は「小さな恋人」恋人はいつも貴方の帰りを待っている     |
| 6      | 2013年6月12日 | 板橋区大山東町 スナックしらべ、有美子ママ・先代美代子ママ     | 美代子ママ、「愛の終着駅 (八代亜紀の曲)」        | -                                           | 人生は長い道のり特急じゃなく各駅停車でのんびり楽しく行きましょう         |
| 7      | 2013年6月19日 | 板橋区大山スナックピアジェ、登志子ママ                        | 登志子ママ、西田佐知子「アカシアの雨がやむとき」 | お客さんに育ててもらい今がある              | 大切な人との思い出とお客さんの優しさでまた明日も頑張れる                 |
| 8      | 2013年6月26日 | 練馬区石神井 スナックポイント、小泉末子ママ                   | 末子ママ、金田たつえ「黒髪ざんげ」               | 歌は思い出を蘇らせる                        | ふとしたきっかけで始めたスナック今やそれが人生のターニング”ポイント”     |
| 9      | 2013年7月5日  | 板橋区志村 スナック73(ナミ)、市村志津子ママ                   | 志津子ママ、美空ひばり「ある女の詩」             | 直接指導はなくても多くの事を学んだ          | お姉さんが作った店でお客さんとお姉さんの話をするそれがお姉さんの生きた証 |
| 10     | 2013年7月12日 | 板橋区志村 スナック蜜蜂、上島美津子ママ                       | 美津子ママ、森山良子「禁じられた恋」             | 我が人生に一片の悔いなし                    | 過去を悔いなしと言えるのは今この瞬間を精一杯生きているから               |
| 11     | 2013年7月19日 | 渋谷区道玄坂 HERO、青木満ママ                                 | 満ママ、髙橋真梨子「for you…」                   | 歌で感謝の気持ちを伝える                    | スナックにはママという”ヒロイン”がいるから私はいつでも”ヒーロー”気分     |
| 12     | 2013年7月26日 | 川崎市川崎区砂子スナックOZ-オズ- 、山本かつらママ             | かつらママ、「スローモーション (中森明菜の曲)」  | 1人ではできない事も力を合わせれば何とかなる | ママと飲んでる時間も魔法でスローモーションになればいいのにな             |
| 13     | 2013年8月2日  | 横浜市西区久保町 より処ふじの花、坂本チズ子                   | チズ子ママ、香西かおり「流恋草」                 | 人もお店も出会いは運命                      | “藤の花”の花言葉は至福のとき                                             |

## スタッフ
- 協力:JOYSOUND、全日本スナック連盟
- 制作:Devotion
- 製作著作:Devotion